# Польсько-сербські відносини

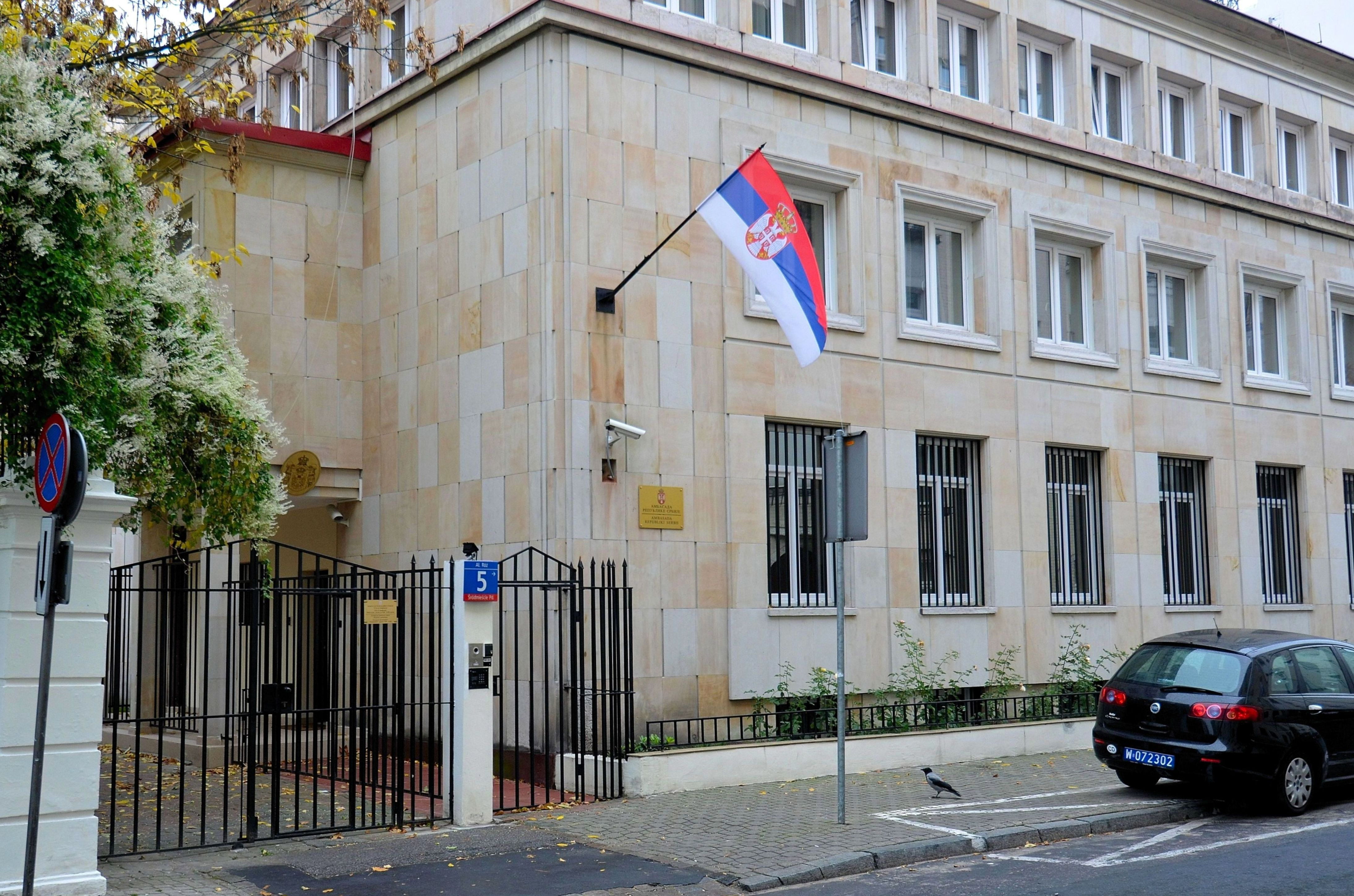
Посольство Сербії у Варшаві

Польсько-сербські відносини (пол. stosunki polsko-serbskie, серб. кир.: пољско-српски односи) — історичні та поточні двосторонні відносини між Польщею та Сербією. 
Польща має посольство в Белграді, а Сербія — у Варшаві. 
Польща — член ЄС і НАТО, а Сербія — кандидатка на вступ до ЄС. 

## Історія

### Середньовіччя

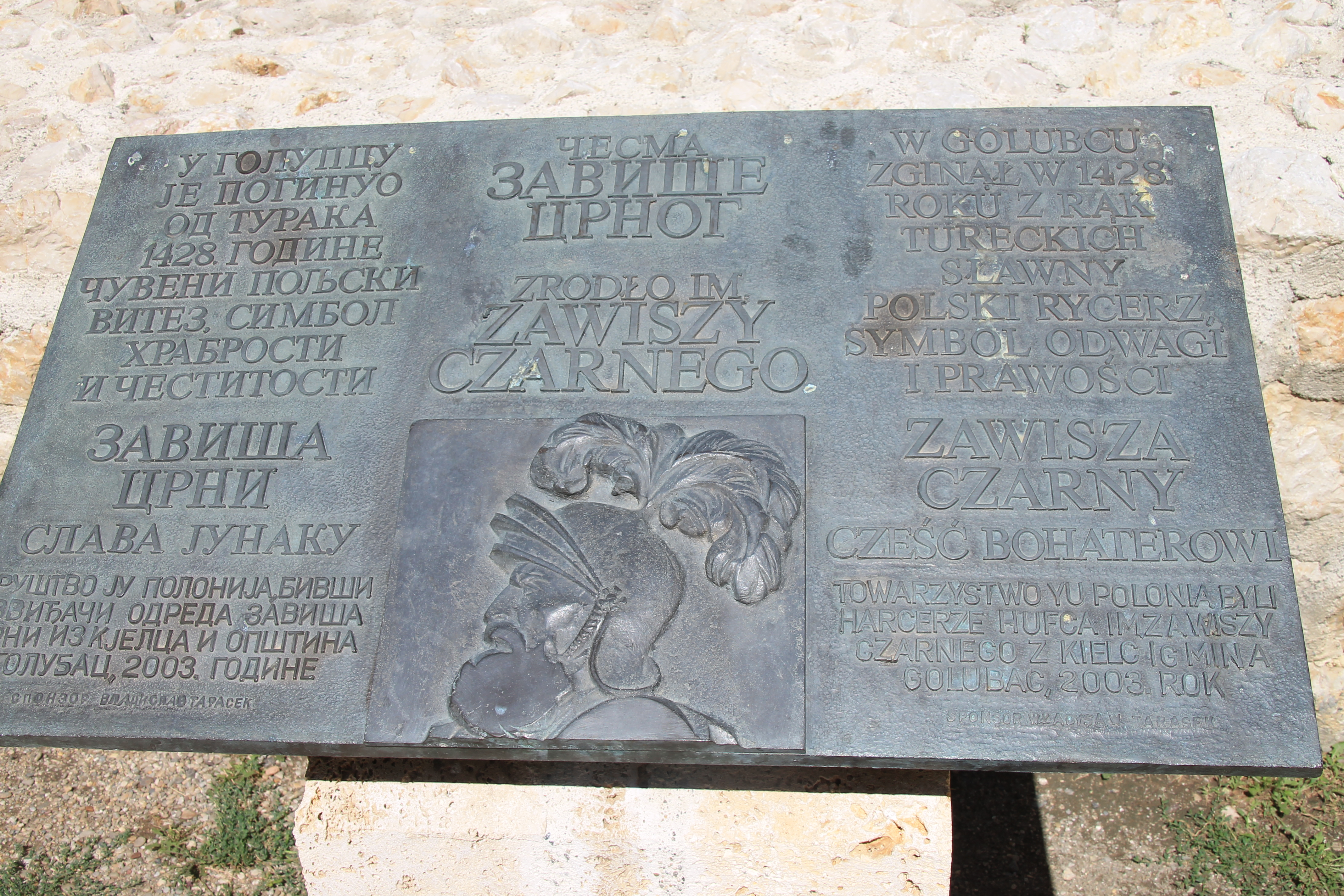
Меморіальна дошка на спомин про місце смерті Завіші Чорного

Історичні відносини між Польським королівством і тодішньою Сербією сягають XIV—XV століття. Польська королева Ядвіга мала частково сербське походження через короля Стефана Драгутина з династії Неманичів. 1415 року згадуються сербські гуслярі при дворі польського короля Владислава II. У добу завоювання Балкан турками-османами в обороні Європи від них брало участь і польське лицарство — про це свідчить зокрема смерть Завіші Чорного, увічнена пам'ятною дошкою на території Голубацької фортеці у східній Сербії в 1428 році. У 1443—1444 роках угорський полководець Хуняді Янош очолив довгий похід проти османів, у якому його супроводжували польський король Владислав III, сербський деспот Джурадж Бранкович, волоський воєвода Влад II Дракул і польський контингент. Вони пройшли через усю Сербію і розгромили османів у битві під Нішем 1443 року. Таким чином, боротьба між військом Владислава Варненчика та Мурада II вирішувала, серед іншого, і долю сербських земель.
Польські гусари (кіннота) сягали своїм корінням найманих загонів сербських воїнів-вигнанців — це поняття зародилося в Сербії наприкінці XIV сторіччя. Найдавніші згадки про гусарів у польських документах датуються 1500 роком, хоча вони, ймовірно, були на службі й раніше.

### Ранній новий період
Після османського завоювання Сербії сербські гуслярі, як згадується в джерелах, знайшли притулок по всій Європі. Польські поети XVII століття згадували у своїй творчості сербську епічну народну поезію і гусле. Приміром, Каспер Мясковський у вірші, опублікованому 1612 року, писав, що «сербські гусле та гайди заглушать жирний вівторок» (Serbskie skrzypki i dudy ostatek zagluszą). В ідилії під назвою «Співці» (пол. Śpiewacy), надрукованій 1663 року, Бартоломей Зиморович використав фразу «співати під сербські гуслі» (пол. przy Serbskich gęślach śpiewać).

### XIX століття
Є документи про участь польських офіцерів у Першому сербському повстанні (1804—1813).
Після Листопадового повстання (1830—31) польські революціонери втекли до Князівства Сербія. З цими польськими емігрантами налагодив зв'язки сербський полководець, а згодом політик Ілія Гарашанін. Саме поляк Адам Чарторийський ініціював проєкт «Начертаніє» (попередник Великої Сербії). Хоча в 1804 році, перебуваючи на посаді міністра закордонних справ Росії, Чарторийський схилявся до відмови сербам у таких їхніх амбіційних задумах, пізніше, ставши одним із чільних польських діячів у вигнанні, він суттєво змінив свої погляди, сприймаючи відтоді Князівство Сербія як ключового члена майбутнього антиімперіалістичного (австрійсько-російського) альянсу малих європейських держав.
Великий польський поет Адам Міцкевич високо цінував сербську епічну поезію, обравши її темою лекцій у Колеж де Франс.
У другій половині ХІХ ст., особливо після придушення у Польщі Січневого повстання (1864), у Сербію прибуло близько 20 польських лікарів, більшість із яких там осіла, зробивши великий внесок у розвиток медичної культури відновленої сербської держави.
Серби та поляки, як і багато інших слов'янських народів, мали свої національні товариства панслов'янської організації Соколів.

### ХХ століття

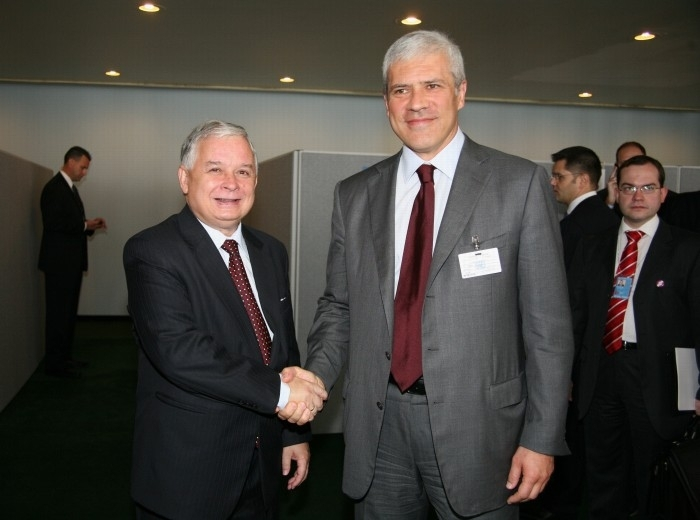
Борис Тадич і Лех Качинський

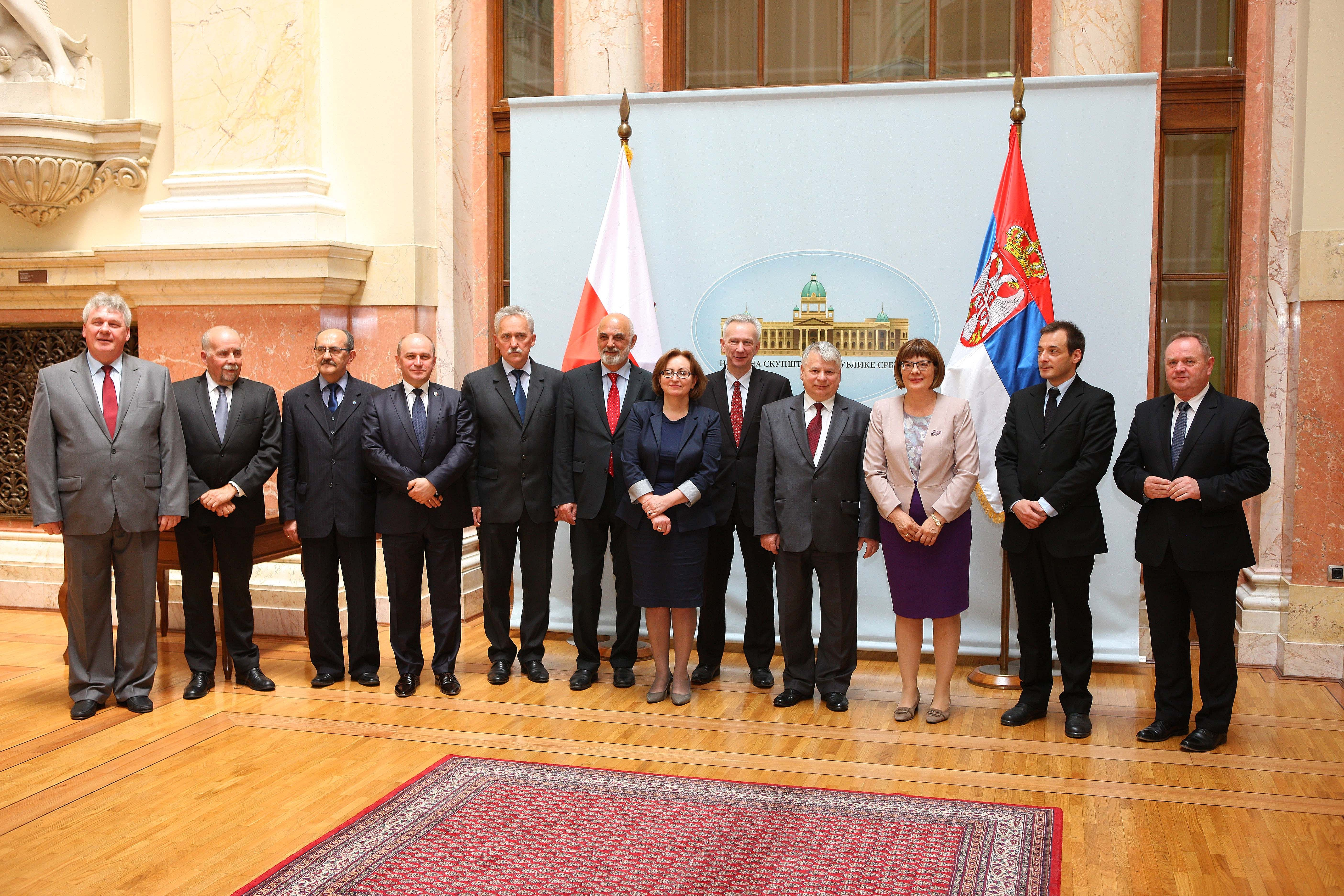
Зустріч делегації Сенату Польщі з Маєю Гойкович у Народних зборах Сербії в 2014 р.

У березні 1914 року союзницькі сербські, польські, французькі та грецькі війська висадилися в Одесі. На початку осені 1918 року у звіті союзників говорилося, що якийсь французький офіцер на просторі від Уралу до Волги вербував сербів і поляків. У 1918 році серби й поляки разом із китайцями входили до підрозділу російського консула в Харбіні — Офіцерського корпусу.
1919 рік формально вважається початком польсько-сербських дипломатичних відносин. Того року, відновивши свою незалежність після Першої світової війни, Польща встановила дипломатичні відносини з новоутвореним Королівством сербів, хорватів і словенців, де правила сербська династія Карагеоргієвичів.
Серби і поляки найбільше серед слов'янських народів постраждали від воєнних злочинів нацистської Німеччини в Європі. Нацисти вважали всіх поляків і сербів «унтерменшами» (недолюдьми). Багато етнічних поляків і сербів стали жертвами нацистських концтаборів або загинули під час відплатних партизанських боїв. На початку війни поляки вступали до лав югославських партизанів, яких часто порівнювали з Польською підпільною державою і Польським рухом опору, що був найбільшим антинацистським партизанським рухом у всій окупованій Німеччиною Європі. Серед військовополонених союзницьких сил, яких утримували в німецьких таборах для військовополонених на теренах окупованої Польщі, були й етнічні серби.
У 1942—1943 роках у горах Сербії при корпусі четників було три польські роти. «Правила війни четників» спочатку вийшли польською мовою, а потім їх переклали сербською.
Відразу після Другої світової війни в Сербію прибули кількадесят польських жінок зі своїми сербськими чоловіками — вони познайомилися у Німеччині на примусових роботах та в концтаборах.
За даними Посольства Польщі в Сербії, в цій країні проживає близько 1000 громадян Польщі. Це особи, які народилися в Польщі, та їхні нащадки від змішаних шлюбів. Окрім Белграда, чимало поляків живе в Ніші, Новому Саді, Кралєві, Врнячкій Бані та Суботиці. Єдина така громада, яка сприймається як starosedeoci («тубільці»), це мешканці села Остоїчево на півночі Сербії, що перебралися з Вісли в середині ХІХ століття.
Через величезну популярність у Польщі в 1970-х і 1980-х роках югославської сценічної рок-музики багато югославських артистів гастролювали Польщею, а гурт «Електрични оргазам» записав концертний альбом під назвою Warszawa "81" на підтримку польської опозиції проти режиму Войцеха Ярузельського. У цьому зв'язку у Польщі у 1980-х з'явилися альбоми, створені на основі випущених фірмами Југотон і Југополис альбомів кавер-версій популярних сербських і югославських рок-гуртів, таких як Бајага и Инструктори, Идоли та Електрични оргазам.
У контексті розпаду Югославії Польща долучалася до діяльності на користь стабільності та миру на Балканах, а Польська гуманітарна акція надавала підтримку цивільному населенню. 

### ХХІ століття
З початку ХХІ століття всі почергові польські уряди підтримували демократизацію Сербії та її зусилля вступити до Європейського Союзу, виразом чого була, серед іншого, передача досвіду у сфері трансформації політичного устрою, європейської інтеграції та процесів примирення.
Станом на липень 2009 року 274 польські військовослужбовці несли службу в колишньому сербському краї Косово в числі миротворців міжнародних сил для підтримки миру під егідою НАТО. На початку чисельність польського контингенту у складі KFOR досягала 800 вояків.
Польща стала першою слов'янською країною, яка визнала одностороннє проголошення незалежності Косова, однак утрималася у питанні вступу Косова до ЮНЕСКО в 2015 році.
15 квітня 2010 року в Сербії було оголошено днем національної жалоби в пам'ять про 96 жертв Смоленської авіакатастрофи, включно з президентом Польщі Лехом Качинським та його дружиною Марією Качинською.
6 травня 2011 року та 10 червня 2013 року Сербію відвідував прем'єр-міністр Польщі Дональд Туск.
З 16 травня 2012 року економічне співробітництво між двома країнами регулюється «Угодою між Урядом Республіки Польща та Урядом Республіки Сербія про економічну співпрацю». Відповідно до положень цієї угоди, працює зокрема Спільна комісія з економічної співпраці. З 10 вересня 2014 року діє «Угода між Урядом Республіки Польща та Урядом Республіки Сербія про співпрацю в галузі культури, освіти та науки».. Прикладом співробітництва в галузі культури є організація в сербській столиці міжнародного музичного фестивалю Belgrade Chopin Fest. 
У Сеймі 9-го скликання діє з 29 вересня 2021 року Польсько-сербська парламентська група..
У листопаді 2021 року Польща передала Сербії 200 000 вакцин проти COVID-19.